# Къща на Костандий Беровски
Къщата на Костандий Попгеоргиев Беровски е възрожденска къща в град Кюстендил, паметник на културата. Намира се на улица „Цар Освободител“ № 189, в източната част на града, до Къщата музей „Ильо войвода“.

## История и особености
Няма уточнена строителна дата, но по планова схема сградата принадлежи към средата на XIX век. Състои се от приземие и етаж със симетрична планова и пространствена композиция. Има 2 салона, свързани със стълбище, и кьошк над входа. Салоните обслужват по 4 стаи. Полето на кобиличния фронтон над остъкления кьошк е изписано.
В къщата е живял Костандий Попгеоргиев Беровски, четник на Ильо войвода и брат на Димитър Попгеоргиев Беровски. Тя е част от възрожденския ансамбъл „Ильо войвода“ и първоначално е приспособена за Дом на българо-съветската дружба (по проект на арх. Ю. Фърков и арх. Я. Караджова).
Къщата е паметник на културата от местно значение. Собственост на община Кюстендил.